# Ключевка (Татарстан)
Ключевка — село в Бугульминском районе Татарстана. Входит в состав Наратлинского сельского поселения.

## География
Находится в юго-восточной части Татарстана на расстоянии приблизительно 24 км на юго-восток по прямой от районного центра города Бугульма у речки Тумбарлинка.

## История
Известно с 1808 года как Рыково, переименовано в 1937 году. В начале XX века была Петропавловская церковь (ныне в руинах). В XXI веке построена новая деревянная.

## Население
Постоянных жителей было: в 1859 году — 25, в 1889—572, в 1908—930, в 1920—956, в 1926—1008, в 1938—596, в 1949—567, в 1958—309, в 1970—165, в 1979 — 85, в 1989 — 61, в 2002 году 31 (русские 74 %), в 2010 году 23, в 2015 — 7.